# Jaz'va
La Jaz'va è un fiume della Russia europea orientale (kraj di Perm'), affluente di sinistra della Višera (bacino idrografico della Kama).
Nasce dal versante occidentale degli Urali settentrionali e scorre nel loro pedemonte, mantenendo direzione mediamente occidentale; sfocia nella Višera alcuni chilometri a valle della cittadina di Krasnovišersk.
I suoi maggiori tributari sono Molmys, Mel', Gluchaja Vil'va, Kolynva dalla sinistra idrografica, Kolčim dalla destra.